# 紅花崗区
紅花崗区（こうかこう-く）は中華人民共和国貴州省遵義市に位置する市轄区。

## 行政区画
下部に14街道、9鎮を管轄する。
- 街道
  - 老城街道、万里路街道、中華路街道、迎紅街道、延安路街道、舟水橋街道、中山路街道、北京路街道、長征街道、礼儀街道、南関街道、忠荘街道、新蒲街道、新中街道
- 鎮
  - 巷口鎮、海竜鎮、深渓鎮、金鼎山鎮、新舟鎮、蝦子鎮、三渡鎮、永楽鎮、喇叭鎮

## 交通

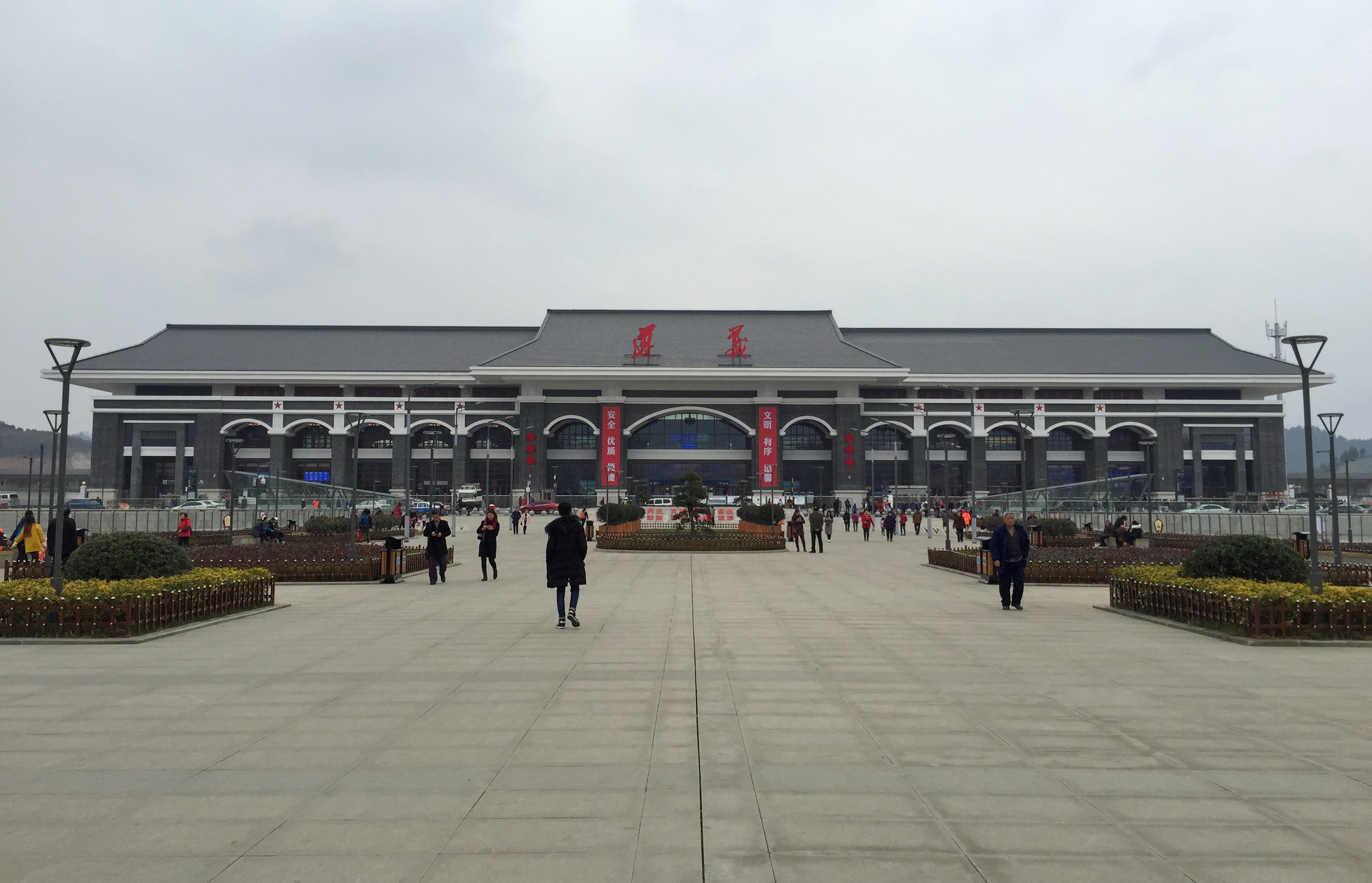
遵義駅駅舎

### 航空
- 遵義新舟空港（中国語版）

### 鉄道
- 中国鉄路総公司
  - 渝貴線
    - 遵義駅

  - 川黔線
    - 遵義西駅

### 道路
- 高速道路
  - 杭瑞高速道路
  - 蘭海高速道路
  - S02 遵義北環高速道路
  - 空港高速道路
- 国道
  - G210国道
  - G326国道